# بی‌سی هایدرو
بی‌سی هایدرو (انگلیسی: BC Hydro) شرکت برق کانادایی است، که در سال ۱۹۶۱ تأسیس شد.